# Jeanne et la Moto
 (juillet 2025).
Pour plus de détails, voir Fiche technique et Distribution.
Jeanne et la Moto est un court métrage français de Diourka Medveczky réalisé en 1969.

## Fiche technique
- Réalisation et scénario : Diourka Medveczky
- Photographie : Daniel Maldinez
- Producteur : Anatole Dauman
- Format : noir et blanc
- Durée : 22 minutes
- Pays : France
- Langue : français

## Distribution
- Alain Fradisse : Paul, le motard
- Isabelle Mercanton : Jeanne

## Distinction
- Sélectionné en section parallèle au Festival de Cannes en 1969.